# Пино Мьоние
Пино Мьоние (на френски: Pinot meunier) е червен винен сорт грозде, произхождащ от района на Бургундия и Шампан, Франция. Освен във Франция се отглежда и в Германия (2400 ха), Австрия, Австралия, Нова Зеландия и Калифорния, САЩ.
Известен е и с наименованията: Черен Ризлинг, Милърс Бургунди, Плант Мьоние (Plant Meunier), Гри Мьоние (Gris Meunier), Шварц Ризлинг (Schwarz Riesling), Мюлеребе (Mullerebe) и др.
Ранно зреещ сорт. Гроздът е среден по големина, цилиндрично-коничен, плътен. Зърната са малки, синьо-черни.
Сортови вина от Пино Мьоние се срещат рядко, най-вече направени в Австралия. В района на Шампан, Франция, се използва за направата на висококачествени шампански вина, в състава на които влиза в купажи заедно със сортовете Шардоне и Пино ноар.